# M19 (миномёт)
М19 — 60-мм ротный миномёт США.
В 1978 году заменен минометом M224 (в 2011 г M224A1).

## История
Разработка нового миномёта на замену 60-мм миномёта М2 началась в 1942 году. В 1943 году он был принят на вооружение пехотных и воздушно-десантных подразделений США. Армия США и корпус морской пехоты США применяли М19 до конца Второй мировой войны, а затем использовался в боях на Корейском полуострове.
В США М19 были сняты с вооружения в начале 1960-х годов и законсервированы в связи с господствовавшим тогда мнением о недостаточной эффективности на поле боя, но во время боевых действий во Вьетнаме миномёты этого типа достали со складов для замены не оправдавших себя более тяжелых и громоздких 81-мм миномётов М29.

## Описание
Представляет собой гладкоствольную дульнозарядную жёсткую систему.
- Калибр, мм: 60
- Вес в боевом положении с двуногой-лафетом и стандартной плитой, кг: 20,5
- Начальная скорость мины, м/с: 156
- Вес мины, кг: 1,46
- Макс. дальность стрельбы, м: 1830
- Темп стрельбы, в/м: 30 (макс.)

## Страны-эксплуатанты
- США
- Мьянма — первые поставленные из США миномёты М19 появились на вооружении в 1950е годы[2].

М19 широко поставлялся за рубеж и находился на вооружении армий Канады, Бельгии, Дании, Южной Кореи, Японии, Ирана и других стран.

## Музейные экспонаты
- Музейный комплекс УГМК, г. Верхняя Пышма, Свердловская область.